# 616184 Malahat
616184 Malahat è un asteroide della fascia principale. Scoperto nel 2005, presenta un'orbita caratterizzata da un semiasse maggiore pari a 2,295719 UA e da un'eccentricità di 0,141716, inclinata di 3,906661° rispetto all'eclittica.
La Malahat First Nation è una delle cinque tribù che compongono la Saanich Nation, situata sulla costa occidentale del Canada.